# Polyalthia sympetala
Polyalthia sympetala este o specie de plante din genul Polyalthia, familia Annonaceae, descrisă de Ian Mark Turner. Conform Catalogue of Life specia Polyalthia sympetala nu are subspecii cunoscute.